# Luigi Padovese
Luigi Padovese (Milano, 31 marzo 1947 – Alessandretta, 3 giugno 2010) è stato un vescovo cattolico italiano.

## Biografia
Nacque a Milano, città capoluogo di provincia e sede arcivescovile, il 31 marzo 1947 da una famiglia originaria di Concordia Sagittaria e Summaga.

### Formazione e ministero sacerdotale
A 18 anni, nel 1965, entrò nell'Ordine dei frati minori cappuccini.
Il 16 giugno 1973 fu ordinato presbitero, nella basilica di Sant'Ambrogio a Milano.
Svolse il ruolo di professore di patristica alla Pontificia università Antonianum e per 16 anni fu direttore dell'Istituto di spiritualità della stessa università, inoltre svolse il ruolo di professore invitato alla Pontificia Università Gregoriana e all'Accademia Alfonsiana, per altri 10 anni svolse il ruolo di visitatore del Collegio Orientale per la Congregazione per le Chiese orientali e consultore della Congregazione delle cause dei santi.

### Ministero episcopale
L'11 ottobre 2004 papa Giovanni Paolo II lo nominò vescovo titolare di Monteverde e vicario apostolico dell'Anatolia; succedette a Ruggero Franceschini, nominato arcivescovo di Smirne. Il 7 novembre 2004 ricevette l'ordinazione episcopale, nella cattedrale dell'Annunciazione di Alessandretta, dall'arcivescovo Edmond Y. Farhat, co-consacranti gli arcivescovi Francesco Gioia e Ruggero Franceschini. Durante la stessa celebrazione prese possesso del vicariato apostolico.
Fu importante la sua attività e riflessione inerente al dialogo ecumenico e interreligioso nello stile dello spirito di Assisi.
Il 3 giugno 2010 fu ucciso a coltellate dal suo autista, Murat Altun: secondo fonti locali questi soffrirebbe di disturbi mentali, ed era già stato arrestato dalla gendarmeria turca nella sua abitazione di Alessandretta. L'arcivescovo Ruggero Franceschini ha invece messo in relazione l'assassinio di monsignor Padovese con gli attacchi ai cristiani che costantemente in Turchia stanno avvenendo con più frequenza, da quello di don Andrea Santoro fino a quello del vescovo. A sostenerlo anche AsiaNews, agenzia del Pontificio istituto missioni estere, in quanto dopo aver decapitato il presule e aver seguito un rituale islamico per l'uccisione, l'autista avrebbe gridato: "Allah akbar!" (Allah è grande).
Alcuni mesi prima della sua morte, il 3 aprile 2010 scrisse una lettera in occasione della canonizzazione di santa Camilla da Varano in cui riproponeva l'esempio di perdono e riconciliazione che la Varano visse al momento dello sterminio della sua famiglia.
Dopo le esequie, celebrate dal cardinale Dionigi Tettamanzi il pomeriggio del 14 giugno 2010 nel duomo di Milano, fu sepolto nel cimitero maggiore di Milano.

## Genealogia episcopale
La genealogia episcopale è:
- Cardinale Scipione Rebiba
- Cardinale Giulio Antonio Santori
- Cardinale Girolamo Bernerio, O.P.
- Arcivescovo Galeazzo Sanvitale
- Cardinale Ludovico Ludovisi
- Cardinale Luigi Caetani
- Cardinale Ulderico Carpegna
- Cardinale Paluzzo Paluzzi Altieri degli Albertoni
- Papa Benedetto XIII
- Papa Benedetto XIV
- Papa Clemente XIII
- Cardinale Enrico Benedetto Stuart
- Papa Leone XII
- Cardinale Chiarissimo Falconieri Mellini
- Cardinale Camillo Di Pietro
- Cardinale Mieczysław Halka Ledóchowski
- Cardinale Jan Maurycy Paweł Puzyna de Kosielsko
- Arcivescovo Józef Bilczewski
- Arcivescovo Bolesław Twardowski
- Arcivescovo Eugeniusz Baziak
- Papa Giovanni Paolo II
- Arcivescovo Edmond Y. Farhat
- Vescovo Luigi Padovese, O.F.M.Cap.

## Opere
- La cristologia di Aurelio Clemente Prudenzio, Roma, Edizioni Pontificia Università Gregoriana, 1980.
- L'originalità cristiana: il pensiero etico-sociale di alcuni vescovi norditaliani del IV secolo, Roma, Edizioni Laurentianum, 1983.
- I sacerdoti dei primi secoli. Testimonianze dei Padri sui ministeri ordinati, Casale Monferrato, Piemme, 1992.
- Introduzione alla teologia patristica, Casale Monferrato, Piemme, 1992.
- Guida alla Siria, Casale Monferrato, Piemme, 1994.
- I testimoni della speranza: i Padri e san Francesco, Casale Monferrato, Piemme, 1996.
- Il problema della politica nelle prime comunità cristiane, Casale Monferrato, Piemme, 1998.
- Cercatori di Dio. Sulle tracce dell'ascetismo pagano, ebraico e cristiano dei primi secoli, Milano, Mondadori, 2002.
- Lo scandalo della croce. La polemica anticristiana nei primi secoli, Bologna, Edizioni Dehoniane, 2004.
- Piccoli dialoghi fra santi di marmo, Padova, Edizioni Messaggero, 2005.
- La Chiesa che ti è affidata. La missione pastorale in un mondo che cambia, Bologna, Edizioni Dehoniane, 2005.
- Guida alla Turchia. I luoghi di san Paolo e delle origini cristiane, Milano, Edizioni Paoline - Associazione Eteria, 2008.
- La Verità nell'amore. Omelie e scritti pastorali (2004-2010), prefazione di Angelo Scola, Milano, Edizioni Terra Santa, 2012.